# Accipiter nanus
Lo sparviero pigmeo di Sulawesi (Accipiter nanus (W.Blasius, 1897)) è un uccello rapace della famiglia degli Accipitridi.

## Descrizione
È un rapace di piccola taglia, lungo 23–28 cm e con un'apertura alare di 44–54 cm.

## Biologia
Le sue prede sono in prevalenza grossi insetti, quali cavallette o cicale, lumache, e anche piccoli vertebrati, quali lucertole e piccoli uccelli.

## Distribuzione e habitat
Questa specie è endemica di Sulawesi (Indonesia).
Il suo habitat tipico sono le foreste montane da 900 a 2250 m di altitudine. 

## Conservazione
La Lista rossa IUCN classifica Accipiter nanus come specie prossima alla minaccia di estinzione (Near Threatened).